# Kanton Montsauche-les-Settons
Montsauche-les-Settons is een voormalig kanton van het Franse departement Nièvre. Het kanton maakte deel uit van het arrondissement Château-Chinon (Ville). 
Het werd opgeheven bij decreet van 18 februari 2014 met uitwerking op 22 maart 2015.

## Gemeenten
Het kanton Montsauche-les-Settons omvatte de volgende gemeenten:
- Alligny-en-Morvan
- Chaumard
- Gien-sur-Cure
- Gouloux
- Montsauche-les-Settons (hoofdplaats)
- Moux-en-Morvan
- Ouroux-en-Morvan
- Planchez
- Saint-Agnan
- Saint-Brisson